# Pharta
Pharta is een monotypisch geslacht van spinnen uit de  familie van de Thomisidae (krabspinnen).

## Soort
- Pharta bimaculata Thorell, 1891